# Conception Bay South
Conception Bay South (vaak aangeduid als CBS) is een gemeente (town) in de Canadese provincie Newfoundland en Labrador. Met ruim 27.000 inwoners is het na St. John's de gemeente met het hoogste inwonersaantal van de provincie. Het kent als slaapstad voornamelijk woonwijken van personen actief in de aangrenzende steden St. John's en Mount Pearl.

## Geschiedenis
De gemeente Conception Bay South werd opgericht als local improvement district in 1971. In 1973 werd Conception Bay South officieel een town.
Het betrof een samenvoeging van acht plaatsen aan de zuidoever van Conception Bay, namelijk Chamberlains, Foxtrap, Kelligrews, Long Pond, Manuels, Seal Cove, Topsail en Upper Gullies. In 1985 breidde de gemeente uit door de annexatie van de kleine buurgemeente Lawrence Pond.

## Geografie
Conception Bay South ligt 20 km ten zuidwesten van de provinciehoofdstad St. John's en maakt deel uit van de metropoolregio van die stad. Conception Bay South ligt op het schiereiland Avalon van het eiland Newfoundland en ligt aan de zuidzijde van de Conception Bay. De gemeente grenst in het zuidwesten aan Holyrood, in het zuiden aan gemeentevrij gebied en in het oosten aan Paradise.
Tussen Seal Cove en Upper Gullies ligt nog Lance Cove, dat nooit een zelfstandige gemeente was. Alle plaatsen in de gemeente liggen aan de kust, met uitzondering van Lawrence Pond, dat gelegen is rondom het gelijknamige meer. Op het grondgebied bevinden zich verschillende beken en riviertjes, waaronder de Manuels. De gemeente is ongeveer 32 km lang en 5 km breed.

## Demografie
Conception Bay South maakt deel uit van de metropoolregio van St. John's, de provinciehoofdstad. Dat is een regio die de laatste decennia een grote demografische groei kent, wat sterk in tegenstelling staat tot de situatie in de rest van de provincie. Tussen 1991 en 2021 groeide de bevolkingsomvang van 17.590 naar 27.168. Dat komt neer op een groei 9.578 inwoners (+54,5%) in dertig jaar tijd.
| Demografische ontwikkeling van Conception Bay South tussen 1971 en 2021    |
| -------------------------------------------------------------------------- |
|                                                                            |
| Bron: Statistics Canada (1951–1986, 1991–1996, 2001–2006, 2011–2016, 2021) |

### Taal
In 2021 hadden 99,1% van de inwoners van Conception Bay South het Engels als moedertaal. Hoewel slechts 150 mensen (0,6%) het Frans als moedertaal hadden, waren er 1.835 mensen die die andere Canadese landstaal konden spreken (6,9%). De op twee na meest gekende taal was het Spaans met 75 sprekers (0,3%).

## Sport
De gemeente is de thuisbasis van Conception Bay South Strikers FC, een voetbalclub waarvan de mannenafdeling uitkomt in de provinciale Challenge Cup en de vrouwenafdeling in de provinciale Jubilee Trophy. De vrouwenafdeling wist reeds verschillende malen het kampioenschap binnen te halen.

## Galerij

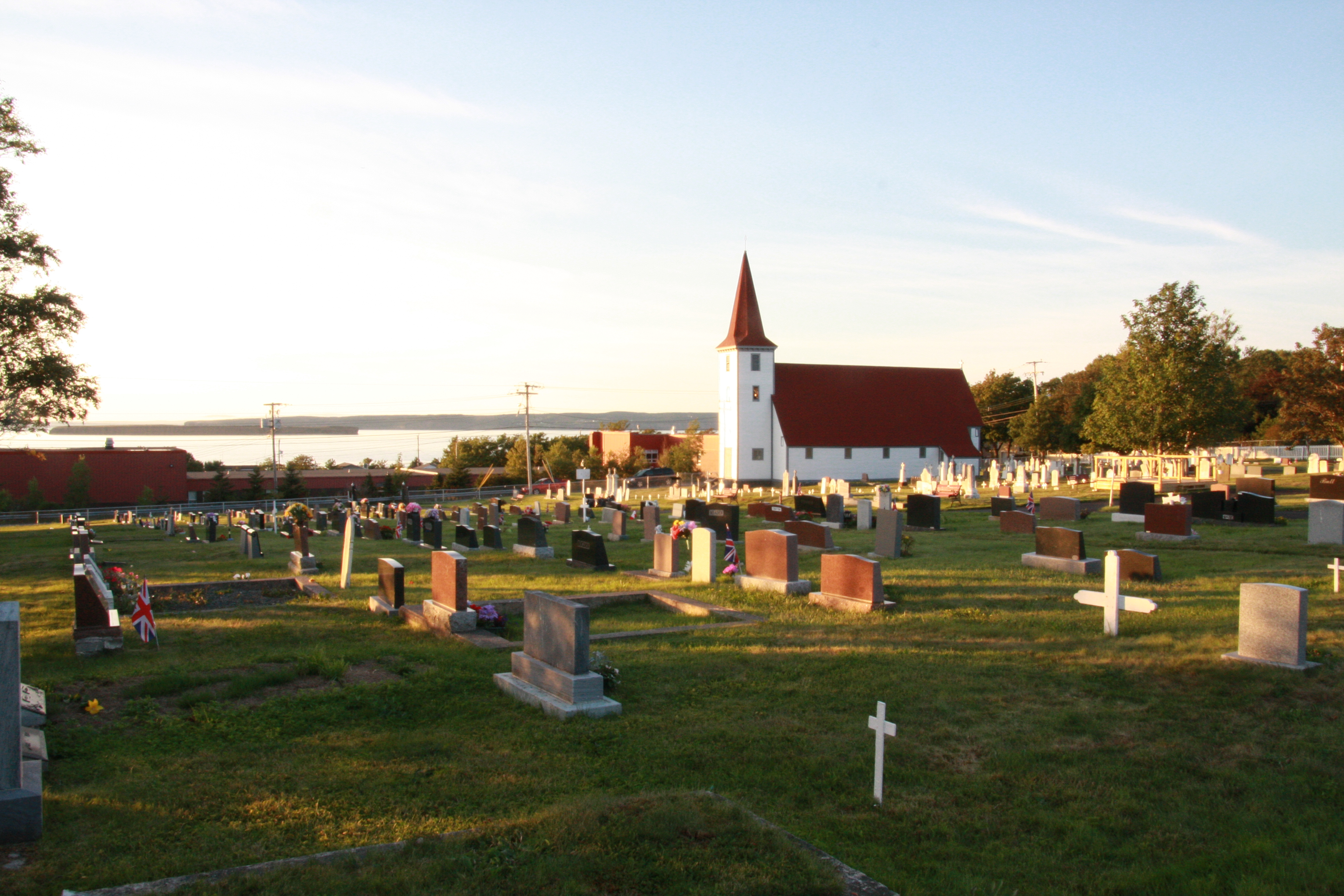
Sint-Jan de Evangelistkerk en kerkhof van Topsail
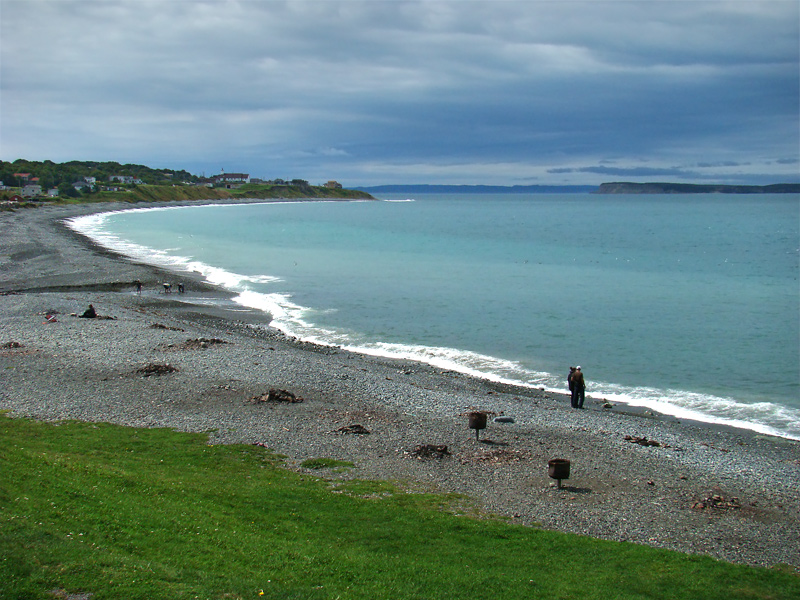
Topsail Beach in het uiterste noorden van de gemeente